# Тимошин Юрій Васильович
Ю́рій Васи́льович Тимо́шин (26 вересня 1925, Жиздра — 20 січня 1998, Київ) — український вчений-геофізик, доктор технічних наук, професор, лауреат Державної Премії України в галузі науки і техніки (1987).

## Біографічні відомості
Народився 26 вересня 1925 в м. Жиздра Брянської області.
Доктор технічних наук, професор, лауреат Державної Премії України.
У 1940 році вступив до Запорізького авіаційного технікуму.

В лютому 1943 року призваний до Червоної армії, важко поранений на фронті. В жовтні 1946 року демобілізований, працював у Львові, одночасно навчався у вечірній школі.
- 1947—1952 роки — навчався на геологічному факультеті Львівського політехнічного інституту за спеціальністю «геофізичні методи пошуків та розвідки корисних копалин» та аспірантурі при кафедрі геофізичних методів пошуків та розвідки корисних копалин Львівського політехнічного інституту.
- 1954 рік — захистив кандидатську дисертацію на тему «Криволінійні відбиваючі границі в сейсморозвідці».
- 1952—1963 роки — працює у Львівському політехнічному інституті: старшим викладачем, доцентом, заступником декана.
- 1960 рік — винайшов метод побудови сейсмічних зображень геологічного середовища на основі дифракційного перетворення сейсмічних записів (Д-перетворення). Авторське свідоцтво на винахід під назвою «Способ интерференционного анализа сейсмических волн», № 184984 було видане лише у 1966 році, оскільки експерти протягом тривалого часу не могли зрозуміти його значимість.
- 1963—1969 роки — завідувач сектором сейсморозвідки Українського науково-дослідного геологорозвідувального інституту (УкрНДГРІ, м. Київ).
- 1970—1976 роки — начальник партії, згодом головний інженер Київської експедиції УкрНДГРІ.
- 1972 рік — захистив докторську дисертацію під назвою «Основи дифракційного перетворення сейсмічних записів».
- від 1977 року. — завідувач відділом «Теоретичних проблем сейсморозвідки» УкрНДГРІ.
- 1981—1992 роки — завідувач кафедри геофізичних методів пошуків та розвідки родовищ корисних копалин геологічного факультету Київського державного університету імені Тараса Шевченка. Проводить велику наукову роботу у співробітництві з вченими УкрНДГРІ, послідовниками його наукової школи.
- 1994–1995 роки — працює головним науковим співробітником науково-дослідної частини Київського національного університету імені Тараса Шевченка.

Помер 20 січня 1998 року в м. Києві.

## Наукові інтереси
Основні напрямки наукової діяльності:
- Метод імпульсної сейсмічної голографії;
- теорія розповсюдження сейсмічних хвиль в неоднорідних середовищах з криволінійними границями;
- розробка алгоритмів та программ побудови сейсмічних зображень геологічного середовища;
- теорія автоматизованих систем цифрової обробки геофізичної інформації;
- основи фізико-геологічних прямих пошуків нафти та газу на базі принципово нової моделі покладів вуглеводнів, що враховує ідею ореолу розсіяння вуглеводнів на фізичні властивості порід у надродовищному просторі.
- метод об'ємної сейсмічної розвідки на основі синтезування приймальних апертур.

Заснував наукову школу сейсмічної голографії, до якої входять 2 доктори та 12 кандидатів наук.

## Праці, публікації
Автор понад 500 наукових публікацій, в тому числі 95 авторських свідоцтв та патентів на винаходи, 25 монографій, багато методичних та навчальних посібників.
Показником світового внеску Ю. В. Тімошина в теорію і практику міграційних перетворень сейсмічної інформації є включення його основоположної статті «Новые возможности интроскопии» (Акустический журнал, 1969, т.15, № 3, С.421-429) у збірник Society of Exploration Geophysics (SEG) — Migration of Seismic Data: Geophysics reprint series, No.4, Tulsa: Oklahoma, 1985 під назвою «New Possibilities of Imaginery», P.82-89. Це єдина неамериканська стаття з 33 статей збірника.
Основні монографії:
- Основы дифракционного преобразования сейсмических записей. — М.: Недра, 1972. — 264 с.
- Импульсная сейсмическая голография. —  М.: Недра, 1978. — 287 с.
- Основы геофизических методов разведки. — К.: Высшая школа, 1985. — 327 с.
- Сейсмическая голография сложнопостроенных сред. — М.: Недра, 1989. — 255 с.

## Відзнаки і нагороди
Нагороджений: орденом «Знак почета» (1971) та «Вітчизняної війни» II ступ. (1985); медаллю «За победу над Германией» (1945) та «Заслуженный изобретатель УССР» (1971); почесними грамотами та значками Міністерств геології СРСР та УРСР; лауреат Державної премії УРСР (1987).
Дійсний член ГО Українська нафтогазова академія (УНГА) (1996), лауреат премії І ступеня УНГА 1996 р. за роботу «Створення комп'ютерної технології 3D-сейсміки на серійному устаткуванні».

Громадська діяльність: член редколегій Геофізичного журналу, Вісника КДУ (серия Геология), член науково-методичної ради МінВУЗУ СРСР (м. Москва); член ради з координації науково-дослідних робіт на нафту і газ в Україні при Раді Міністрів УРСР та інше.